# Liselotte Machwirth
Liselotte Machwirth (* 6. Dezember 1910 in Metz, Deutsches Reich; † 1937) war eine deutsche, nationalsozialistische Hochschulfunktionärin.

## Wirken
Machwirth trat 1932 der NSDAP bei. Sie wirkte von 1934 bis 1936 als Referentin der Arbeitsgemeinschaft Nationalsozialistischer Studentinnen (ANSt), einer Unterorganisation des Nationalsozialistischen Deutschen Studentenbundes (NSDStB), und Hauptamtsleiterin in der Reichsführung der Deutschen Studentenschaft. Als eine von insgesamt nur drei Frauen fand sie Aufnahme in Michael Grüttners Biographisches Lexikon zur nationalsozialistischen Wissenschaftspolitik.
In ihrer Funktion setzte sich u. a. Ende März 1935 letztlich erfolgreich bei Karl Escherich als damaligem Rektor der Ludwig-Maximilians-Universität München dafür ein, dass Mitglieder der ANSt in die Prioritätenliste für einen Studienplatz aufzunehmen waren, nachdem die Universität zum Sommersemester 1935 die Studierendenzahlen erstmals begrenzt hatte. Ein anderes Beispiel ihrer Tätigkeit als ANSt-Referentin sind zwei Lager, die sie im Oktober 1935 für diejenigen „Kameradinnen“ durchführte, die im Wintersemester die sogenannte Volkstumsarbeit (VTA) „innerhalb ihrer Hochschul- oder Fachgruppe verantworteten“.
Nach ihrem Tod wurde eine der Tübinger ANSt-Gruppen nach ihr benannt.